# Goldie Lookin Chain
Goldie Lookin Chain, также GLC (Голди Лукин Чейн) — британская рэп-группа. Коллектив привлёк к себе внимание комичными и в то же время натуралистическими песнями, полными сатиры на хип-хоп (особенно гангста-рэп), современное британское общество (в частности субкультуру гопников) и на жизнь в их родном Ньюпорте. Их первый официальный альбом занял 5-е место в британском хит-параде, а их самый известный сингл — «Guns Don’t Kill People — Rappers Do» — достиг 3-й позиции.

## Дискография

### Альбомы
- Greatest Hits (2004; #5)
- Safe as Fuck (2005; #16)

### Синглы
- Half Man Half Machine (2004; #32)
- Guns Don’t Kill People Rappers Do (2004; #3)
- Your Mother’s Got a Penis (2004; #14)
- You Knows I Loves You (2004; #22)
- Your Missus is a Nutter (2005; #14)
- R’n’B (2005; #26)